# Mariya Stoyanova
Pour les articles homonymes, voir Stoyanova.
Mariya Stoyanova (en bulgare Мария Стоянова), née le 19 juillet 1947, est une joueuse bulgare de basket-ball, médaillée de bronze aux Jeux olympiques d'été de 1976. 

## Palmarès
- Médaillée de bronze olympique 1976